# یوهانس رایدزک
یوهانس رایدزک (انگلیسی: Johannes Rydzek؛ زادهٔ ۹ دسامبر ۱۹۹۱) اسکی‌باز نوردیک اهل آلمان است.
وی همچنین برندهٔ جوایزی همچون برگ بوی نقره‌ای شده‌است.